# Thelypodiopsis divaricata
Thelypodiopsis divaricata là một loài thực vật có hoa trong họ Cải. Loài này được (Rollins) S.L. Welsh & Reveal miêu tả khoa học đầu tiên năm 1977.